# 石邦定
石邦定（1944年—），生于贵州省赫章县，苗族，中国国民党革命委员会党员。作家、政治人物。笔名石定。曾任贵州省作协副主席、第八、九届全国政协常委、第十届全国人大代表。